# Zofia Abramowiczówna
Zofia Abramowiczówna (ur. 14 czerwca 1906 w Wilnie, zm. 29 maja 1988 w Warszawie) – polska filolog klasyczna, profesor Uniwersytetu Mikołaja Kopernika w Toruniu.

## Życiorys
Była córką Ludwika (1879–1939), działacza niepodległościowego, historyka książki, publicysty, redaktora i wydawcy „Przeglądu Wileńskiego”, oraz Julii z Salmonowiczów (1882–1971). Absolwentka Gimnazjum im. Elizy Orzeszkowej w Wilnie, maturę zdała w 1924. Po ukończeniu Uniwersytetu Stefana Batorego (1931) rozpoczęła pracę na tej uczelni i tam uzyskała stopień doktora na podstawie rozprawy Études sur les hymnes homériques (1937), przygotowanej pod kierunkiem prof. Stefana Srebrnego (wcześniej opiekuna jej magisterium). Pracę na uniwersytecie (kolejno asystentka i starsza asystentka) łączyła z nauczaniem łaciny w wileńskich szkołach średnich – Gimnazjum Nazaretanek (1928–1929) i Gimnazjum im. Tadeusza Czackiego (1930–1932); w 1932 zdała egzamin państwowy na nauczyciela szkół średnich w zakresie filologii klasycznej i historii antycznej. Otrzymawszy stypendium Funduszu Kultury Narodowej spędziła osiem miesięcy 1938 w Berlinie jako słuchaczka Institut für Altertumwissenschaft.
Po wybuchu wojny włączyła się w działalność tajnego nauczania, a oficjalnie pracowała jako korektorka w redakcji „Prawdy Wileńskiej” (1940–1941), a następnie tłumaczka niemiecko-litewska (potem rosyjsko-litewska) w Wileńskim Inspektoracie Leśnym. W 1943 na dwa miesiące trafiła jako zakładniczka do obozu koncentracyjnego w Prawieniszkach. Później była tłumaczką w Urzędzie Opałowym, a od 1944 kopistką w Archiwum Państwowym w Wilnie.
Po II wojnie światowej, wraz z grupą naukowców z USB, znalazła zatrudnienie na toruńskim Uniwersytecie Mikołaja Kopernika, gdzie została starszą asystentką w Katedrze Filologii Klasycznej. W 1949 zwolniona z przyczyn politycznych, zatrudniła się jako etatowy pracownik Towarzystwa Naukowego w Toruniu. Przeprowadziła w tym czasie habilitację (1951, rozprawa Komentarz krytyczny i egzegetyczny do I i II księgi „Quaestiones convivales” Plutarcha), zatwierdzoną przez Centralną Komisję Kwalifikacyjną w 1957. Rozprawa ukazała się drukiem w 1960.
W 1956 Abramowiczówna wróciła na uczelnię, początkowo jako adiunkt, by w 1957 przejść na stanowisko docenta w Katedrze Filologii Klasycznej. W 1965 Senat UMK wystąpił o mianowanie jej profesorem nadzwyczajnym, co zostało zrealizowane dopiero w 1973. Obok wykładów prowadziła lektorat z greki. W 1976 przeszła na emeryturę, ale pozostała związana z uczelnią na pół etatu (do końca życia), prowadząc zlecone zajęcia. Zmarła w wieku 82 lat i została pochowana na toruńskim cmentarzu św. Jerzego (ul. Gałczyńskiego).
Zainteresowania naukowe Zofii Abramowiczówny obejmowały literaturę grecką, leksykografię grecką, historię kultury i sztuki greckiej. Była autorką przekładów z łaciny (m.in. Bukoliki i Georgiki Wergiliusza) i greki (m.in. Plutarcha). W 1955 objęła redakcję Słownika grecko-polskiego, kierując wydaniem czterech tomów w latach 1958–1965. Była też współautorką słownika polsko-starogreckiego. W 2002 roku ukazały się notatki z wykładów profesor Abramowiczówny, zatytułowane O sztuce starożytnej.
Brała udział w pracach wielu towarzystw naukowych. Jeszcze w okresie wileńskim wstąpiła do Polskiego Towarzystwa Filologicznego (1931) i zasiadała w zarządzie Koła Wileńskiego, a od 1946 była wiceprezesem koła w Toruniu. Należała też od 1937 do Towarzystwa Przyjaciół Nauk w Wilnie i od 1953 do Towarzystwa Naukowego w Toruniu. W tej ostatniej instytucji wchodziła w skład Wydziału II (Filologiczno-Filozoficznego) i od 1972 przewodniczyła Komitetowi Redakcyjnemu Wydawnictw Wydziału. W latach 1947–1951 była współpracowniczką Komitetu Filologicznego Polskiej Akademii Umiejętności, od 1958 członkiem Komitetu Nauk o Kulturze Antycznej Polskiej Akademii Nauk. Należała ponadto do Towarzystwa Naukowego Katolickiego Uniwersytetu Lubelskiego. W 1967 została laureatką nagrody zespołowej I stopnia Ministra Oświaty i Szkolnictwa Wyższego. Była również jednym z najbardziej aktywnych członków Klubu Inteligencji Katolickiej w Toruniu. 
Szczególnym polem aktywności prof. Abramowiczówny była działalność charytatywna. Przez przeszło pięćdziesiąt lat przygotowywała ręcznie książki w alfabecie Braille’a. Spod jej ręki wyszło kilkadziesiąt tomów, w tym podręczniki do nauki języków obcych.